# Bonaventura Schor
Bonaventura Schor (getauft 12. Juli 1624 in Innsbruck; † Jänner 1692 ebenda) war ein österreichischer Maler.

## Leben
Bonaventura Schor wurde als dritter Sohn des Malers Hans Schor in Innsbruck geboren. Wie seine Brüder Johann Paul und Egid ging er zur Ausbildung nach Rom, wo er ab 1658 nachweisbar ist. Ab 1662 lebte er wieder in Innsbruck. Im Juni 1667 heiratete er Elisabeth Hopfner, das Paar hatte drei Söhne.
Zwischen 1662 und 1667 schuf er unter den Äbten Augustin I. Haas und Edmund Zoz, die seine Förderer wurden, Wandfresken für das Stift Stams. Diese stellen das Kreuzwunder des hl. Bernhard von Clairvaux und die Erscheinung der Madonna vor dem hl. Bernhard dar und zeigen seine Vorliebe für Architekturmalerei. Außer diesen Wandbildern und kleineren Arbeiten für das Stift Stams sind keine weiteren Werke bekannt, künstlerisch stand Bonaventura stets im Schatten seiner beiden Brüder Johann Paul und Egid Schor.